# Anomiopus idei
Anomiopus idei là một loài bọ cánh cứng trong họ Bọ hung (Scarabaeidae).